# ルース・クラウス
ルース・アイダ・クラウス（Ruth Ida Krauss、1901年7月25日 - 1993年7月10日）は、アメリカ合衆国の児童文学作家で、『ぼくのにんじん』で知られており、大人のための演劇詩も書いた。彼女の多くの作品は今でも出版中である。

## 幼少期と教育
ルース・クラウスは1901年7月25日、メリーランド州ボルチモアで、ユリウス・レオポルドとブランシェ・クラウスの子として生まれた。子どもの頃ルースは病弱で、稀な自己免疫疾患の天疱瘡も患っていた。子どものころから彼女は自分の物語を文章と絵に書き始め、それを手縫いで本にしていた。
ルースは地元の高校に通ったが、1917年、美術の勉強に専念するために2年生を終えたところで退学した。彼女はメリーランド・メカニックアート研究所（現在のメリーランド美術大学）に入学した。実用美術中心の学校の方針が合わなかったので、彼女は1年程で退学した。次に彼女はメイン州の女子キャンプであるキャンプ・ウォールデンに行き、執筆に目覚めた。1919年のキャンプ年報には、彼女の最初の著作が掲載されている。キャンプを終え、彼女はピーボディー音楽学校の準備コースでヴァイオリンを学んだ。教師には、才能はあるが修行が足りない音楽家だ、と言われた。
ルースの父親が1921年末に亡くなり、彼女は学校を止めざるを得なかった。彼女はいくつかの事務仕事をした。1927年、彼女はニューヨークのパーソンズ美術大学へ入ることを決めた。1929年にパーソンズを卒業するが、折からの世界恐慌で彼女はイラストレーターの仕事を見つけるのが難しかった。この時期に手掛けた仕事には、モダン・ライブラリー社の最初の絵入り本の表紙（『不思議の国のアリス』1932年）がある。
ルースは1940年代に、ニューヨークにあるバンク・ストリート教育大学の作家ラボのメンバーだった。
1930年代、ルースはジャーナリストで犯罪小説家のライオネル・ホワイトと結婚したが、第二次世界大戦の直前に離婚した。

## 経歴
ルース・クラウスは児童書作家のクロケット・ジョンソンと1943年に結婚した。二人は共著で『ぼくのにんじん』『しあわせのちいさなたまご』など数多くの絵本を書いた。
他の彼女の本のうち、センダックのキャリアのスタートとなった『あなはほるものおっこちるとこ』（1952年）を始め、8冊の絵をモーリス・センダックが描いた。クラウスとセンダックのコンビにより、「規則破り」で「反抗的」な子どもの主人公を模倣した作品が数多く生まれた。この本でクラウスが書いた「パーティは小さな子を幸せにするためのものだ」といった言い回しは、本が出版された時に一種の文化現象となり、人気を支えるのに役立った。
クラウスはまた自作のいくつかに挿絵を描いた。さらに児童書の他にも、彼女は3冊の詩集と、大人のための演劇詩を書いた。

## 栄誉
クラウスの本のうち次の2冊が、絵本の挿絵に贈られるコールデコット賞にノミネートされた。『はなをクンクン』（1950年）、『うちがいっけんあったとさ』（1954年）。 
モーリス・センダックはクラウスのことを児童文学の世界の巨人と表現し、「ルースは規則を破り新しいやり方を作り、彼女は子どもたちの自然な感情を詩の中に花開かせ、それは彼らの生活の中で真実なのだ」と語った。1993年9月27日のザ・ニューヨーカー誌の表紙イラストはセンダックが彼女を讃えたもので、そこにはホームレスの少年がクラウスの『あなはほるものおっこちるとこ』を枕にし、もう一人は『わたしはとべる』を抱えながら眠っている。

## 著作

### 児童書
- A Good Man and His Good Wife, illustrated by Ad Reinhardt (1944); re-illustrated by Marc Simont (1962)
- The Carrot Seed, illus. Crockett Johnson (1945)
  - ぼくのにんじん. わたなべしげお訳、ペンギン社、1980年、ISBN 4-89274-013-6[8]
  - にんじんのたね. おしおたかし やく、こぐま社、2008年、ISBN 978-4-7721-0192-9[9]
- The Great Duffy, illus. Mischa Richter (1946)
- The Growing Story, illus. Phyllis Rowand (1947)
  - 大きくなるってこんなこと! 山口文生 やく、評論社、2014年、ISBN 978-4-566-00166-4[10]
- Bears, illus. Rowand (1948); re-illus. Mauri,ce Sendak (2005)
  - くま!くま!くまだらけ. 石津ちひろ 訳、徳間書店、2014年、ISBN 978-4-19-863795-8[11]
- The Happy Day, illus. Marc Simont (1949) —a Caldecott Medal Honor Book for Simont
  - はなをくんくん. きじまはじめ 訳、福音館書店、1967年[12]
- The Big World and the Little House, illus. Simont (1949).
- The Backward Day, illus. Simont (1950)
  - さかさんぼの日. 三原泉 訳、偕成社、2012年、ISBN 978-4-03-348250-7[13]
- I Can Fly, illus. Mary Blair (1950)
  - わたしはとべる. 谷川俊太郎 訳、講談社、2005年、ISBN 4-06-189247-9[14]
- The Bundle Book, illus. Helen Stone (1951)
- A Hole is to Dig: A First Book of First Definitions, illus. Sendak (1952)
  - あなはほるものおっこちるとこ : ちいちゃいこどもたちのせつめい. わたなべしげお 訳、岩波書店、1979年[15]
- A Very Special House, illus. Sendak (1953) —a Caldecott Medal Honor Book for Sendak
  - うちがいっけんあったとさ. わたなべしげお 訳、岩波書店、1978年[16]
- I'll Be You and You Be Me, illus. Sendak (1954)
  - ぼくはきみできみはぼく. 江國香織 訳、偕成社、2014年、ISBN 978-4-03-348290-3[17]
- How To Make An Earthquake, illus. Johnson (1954)
- Charlotte and the White Horse, illus. Sendak (1955)
  - シャーロットとしろいうま. こだまともこ やく、富山房、1978年[18]
- Is This You?, by Krauss and Johnson (1955)
- I Want to Paint My Bathroom Blue, illus. Sendak (1956)
  - おふろばをそらいろにぬりたいな. 大岡信 訳、岩波書店、1979年、ISBN 4-00-115142-1[19]
- Monkey Day, illus. Phyllis Rowand (1957)
- The Birthday Party, illus. Sendak (1957)
- Somebody Else's Nut Tree, and Other Tales from Children, illus. Sendak (1958)
- A Moon or a Button: A Collection of First Picture Ideas, illus. Remy Charlip (1959
- Open House for Butterflies, illus. Sendak (1960)
  - ちょうちょのためにドアをあけよう. 木坂涼 訳、岩波書店、2018年、ISBN 978-4-00-112672-3[20]
- Mama, I Wish I Was Snow; Child You'd Be Very Cold, illus. Ellen Raskin (1962)
- A Bouquet of Littles, illus. Jane Flora (1963
- Eyes, Nose, Fingers, Toes, illus. Elizabeth Schneider (1964)
- What a Fine Day for ..., illus. Remy Charlip, music by Al Carmines (1967)
- The Happy Egg, illus. Johnson (1967)
  - しあわせのちいさなたまご. かくわかこ やく、あすなろ書房、2005年、ISBN 4-7515-2279-5[21]
- This Thumbprint: Words and Thumbprints (1967)
- The Little King, the Little Queen, the Little Monster and Other Stories You Can Make Up Yourself (1968)
- If Only (1969)
- I Write It, illus. Mary Chalmers (1970)
- Under Twenty (1970)
- Everything Under a Mushroom, illus. Margot Tomes (1973)
- Love and the Invention of Punctuation (1973)
- Little Boat Lighter Than a Cork, illus. Esther Gilman (1976)
- Under Thirteen (1976)
- When I Walk I Change the Earth (1978)
- Somebody Spilled the Sky, illus. Eleanor Hazard (1979)
- Minestrone (1981)
- Re-examination of Freedom (1981)
- Love Poems for Children (1986)
- Big and Little, illus. Mary Szilagyi (1987)
- And I Love You, illus. Steven Kellogg (1987)
- Roar Like a Dandelion, illus. Sergio Ruzzier (2020)

### 詩と演劇詩
- There's A Little Ambiguity Among the Bluebells and Other Theater Poems (1968)
- The Cantilever Rainbow, illus. Antonio Frasconi (1965)
- This Breast Gothic (1973)